# 高紹德
高绍德（546年?—562年）北齐文宣皇帝高洋第二子，废帝高殷的胞弟。母亲是昭信皇后李祖娥。初封太原王，天保（550年—559年）末年，为开府仪同三司。
高洋统治后期酗酒狂暴，时常痛打弟弟高湛等人，高绍德目睹从不恻隐，高湛心怀怨气。高湛即位后，因看上高洋寡妻李祖娥貌美性柔，要求她和自己姘居，声称“如果不许，就杀了高绍德”。李祖娥听从，遂有盛宠。
李祖娥怀孕快要分娩的时候，高绍德进宫拜母，李祖娥不肯相见，高绍德竟在宮门怒道：“儿子难道不知道吗？你肚子大了，不敢见我。”李祖娥受刺激，后来生下一个女儿，对她并不养育。高湛见状怒不可遏，说道：“你杀我的女儿，我就杀你的儿子！”立即将高绍德抓进宫来，高绍德惊慌求饶，高湛骂道：“你父亲毒打我的时候，你何曾救过我！”遂杀死高绍德，将李祖娥痛打后逐入妙胜寺为尼。
高绍德无儿子，武平元年（570年），高湛禅位给儿子高纬，下诏以范阳王高绍义的儿子高辨才过继给高绍德，袭太原王。

## 传記資料
- 《北齐書》第十二卷 文宣四王传
- 《北史》北史卷五十二 列传第四十 齐宗室诸王下

## 延伸阅读
[在维基数据编辑]
 《北史·卷052》，出自李延壽《北史》